# Benjamin Percy

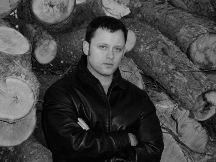
Benjamin Percy w 2006

Benjamin Percy (ur. 28 marca 1979 w Eugene w stanie Oregon) – amerykański pisarz.
Ukończył studia licencjackie na Brown University i magisterskie na Southern Illinois University. Za swoją książkę Refresh, Refresh otrzymał m.in. nagrodę Plimpton Prize. W 2008 został uhonorowany nagrodą Whiting Writers' Award.
Mieszka w Ames w stanie Iowa. Jest żonaty i ma dwoje dzieci.

## Dzieła

### Powieści
- The Wilding (2010)
- Red Moon (2013)

### Zbiory opowiadań
- The Language of Elk (2006)
- Refresh, Refresh (2007)
- You and Me and the Devil Makes Three (wraz z 4 innymi autorami, 2012)